# Ritíni
Ritíni är en ort i Grekland.   Den ligger i prefekturen Nomós Pierías och regionen Mellersta Makedonien, i den norra delen av landet, 280 km norr om huvudstaden Aten. Ritíni ligger 582 meter över havet och antalet invånare är 1 711.
Terrängen runt Ritíni är kuperad åt nordost, men åt sydväst är den bergig. Terrängen runt Ritíni sluttar brant österut. Runt Ritíni är det ganska glesbefolkat, med 32 invånare per kvadratkilometer. Närmaste större samhälle är Kateríni, 19,0 km öster om Ritíni. Trakten runt Ritíni består till största delen av jordbruksmark.